# Ritardante di fiamma bromurato
I ritardanti di fiamma bromurati (BFR) sono composti di organobromo con effetti di ritardanti di fiamma in materiali combustibili. Tra i ritardanti di fiamma chimici in commercio, i BFR rappresentano la famiglia di composti più utilizzata. Sono largamente usati nella produzione di oggetti di uso comune con componenti plastiche o tessili, come prodotti elettronici, vestiti e mobili, ma anche in molte schiume poliuretaniche qualora sia prevista, per essi, una classificazione di reazione al fuoco. I BFR sono comunemente utilizzati in prodotti elettronici come mezzo per ridurre l'infiammabilità dei prodotti.
Viene tuttavia aspramente contestata la loro tossicità, dal momento che i BFR hanno potenzialità nocive specialmente per il sistema nervoso umano (si parla di neuropatia iatrogena) e in particolare ha fatto discutere il loro impiego in oggetti d'uso come i cuscini e i materassi, a contatto dei quali ognuno trascorre circa 8 ore ogni notte.

## Contenuti nelle materie plastiche
I ritardanti di fiamma bromurati sono contenuti in diversi polimeri di uso comune: dai prodotti tecnologici come i computer o i telefoni cellulari ai guanciali usati comunemente per appoggiarvi il capo durante il sonno.